# Hoboken–World Trade Center (PATH)
Hoboken–World Trade Center er en jernbanestrækning drevet af PATH. Linjen har farven grøn på PATH's linjekort og togene på denne linje har et grøn markørlys. Linjen kører mellem Hoboken og World Trade Center i Lower Manhattan. Linjen kører fra 6.00 til 23.00 på hverdage.
Hoboken-World Trade Center-linjen kører ikke i de sene nattetimer eller i weekender. Passagerer der skal rejse fra Hoboken til World Trade Center ved disse tidspunkter er nødt til at rejse med Journal Square–33rd Street via Hoboken-toget fra Hoboken og skifte ved Grove Street til Newark–World Trade Center-linjen.
Med en længde på 5 km, er Hoboken–World Trade Center-linjen den korteste af alle PATH-linjerne.

## Stationer
| Station            | Køredage                | Overgange | Tilgængelighed              |
| ------------------ | ----------------------- | --------- | --------------------------- |
| New Jersey         |                         |           |                             |
| Hoboken            | 6.00 til 23.00 hverdage | HOB–33    | Handicapped/disabled access |
| Pavonia/Newport    | 6.00 til 23.00 hverdage | JSQ–33    | Handicapped/disabled access |
| Exchange Place     | 6.00 til 23.00 hverdage | NWK–WTC   | Handicapped/disabled access |
| Manhattan          |                         |           |                             |
| World Trade Center | 6.00 til 23.00 hverdage | NWK–WTC   | Handicapped/disabled access |